# Landesgeschichtliches Informationssystem Hessen
Das Landesgeschichtliche Informationssystem Hessen (LAGIS) ist das digitale Informationsangebot des Hessischen Instituts für Landesgeschichte (HIL) (vormals: Hessisches Landesamt für geschichtliche Landeskunde), einer in Marburg ansässigen Dienststelle des Hessischen Ministeriums für Wissenschaft und Kunst.

## Funktion
LAGIS bietet für jedermann kostenfrei zugängliche, wissenschaftlich fundierte Informationen zur Geschichte und geschichtlichen Landeskunde von Hessen vom frühen Mittelalter bis zur Gegenwart. Das Informationssystem wendet sich sowohl an Fachdienststellen des Landes, an Lehrende und Studierende, wie an einen breiten Kreis von Interessenten an der hessischen Landesgeschichte. LAGIS ist dabei als digitale Präsentationsform wie als Forschungsinstrument mit vielfältigen Recherchemöglichkeiten konzipiert.

## Bearbeitung und Entwicklung
LAGIS wird seit Sommer 2003 in enger Zusammenarbeit mit dem Hochschulrechenzentrum der Philipps-Universität Marburg und einer wachsenden Zahl von Kooperationspartnern erarbeitet. Das System ist seit dem 1. Dezember 2004 im Netz verfügbar. LAGIS ist aus Modulen zusammengesetzt, in denen einzeln und mit Hilfe einer übergreifenden Metasuche recherchiert werden kann. Zahlreiche Abbildungen und Karten sowie die Möglichkeit einer kartographisch-dynamischen Darstellung der recherchierten Ergebnisse sind ein wesentlicher Teil des Angebots.
Seit Mitte April 2010 ist die Hessische Biografie in LAGIS zugänglich, die in Kooperation mit dem Institut für Personengeschichte in Bensheim online erarbeitet wird. Sie soll wissenschaftliche gesicherte Informationen zu Personen enthalten, die in Hessen geboren oder gestorben sind oder dort längere Zeit gelebt und gewirkt haben und dabei öffentlich in Erscheinung getreten sind. Weitere Module sind derzeit in Bearbeitung.

## Inhalte
Der Inhalt ist in einzelne Rubriken unterteilt:
- Lexika und Wörterbücher
  - Das Historische Ortslexikon enthält Orte, Siedlungsplätze und einzelne Höfe und Mühlen.
  - Die Artikel der Hessischen Biografie behandeln Personen, die in Hessen in seinen heutigen Grenzen geboren oder gestorben sind, dort gewirkt haben oder öffentlich in Erscheinung getreten sind. Die biographischen Informationen entstammen in der Regel anderen biographischen Werken.
  - Südhessisches Flurnamenbuch
  - Hessische Flurnamen (zwischen 1980 und 2002 benutzte Flurnamen)
  - Hessen-Nassauisches Wörterbuch
  - Südhessisches Wörterbuch
  - Mittellateinisches Glossar
- Atlanten und Karten
  - Geschichtlicher Atlas von Hessen
  - Historische Kartenwerke (der hessischen Vorgängerstaaten)
  - Topografische Karten
  - Hessischer Städteatlas (historisches Material einzelner Städte)
  - Urkataster+
- Ansichten und Bilder
  - Historische Ortsansichten
  - Historische Bilddokumente
  - Mittelalterliche Glasmalereien in Hessen
- Themen
  - Grabdenkmäler (bis in die Zeit um 1650)
  - Jüdische Grabstätten
  - Jüdische Friedhöfe (im Aufbau)
  - Synagogen in Hessen
  - Topografie des Nationalsozialismus in Hessen (Orte und Objekte nationalsozialistischer Gewaltherrschaft zwischen 1933 und 1945)
  - Zeitgeschichte in Hessen – Daten · Fakten · Hintergründe (Ereignisse auf dem Gebiet des heutigen Hessen)
  - Burgen, Schlösser, Herrenhäuser (Teilweise aus dem Ortslexikon übertragen und ausgebaut)
  - Klöster und Orden (alle Klöster auf dem Gebiet des heutigen Hessen)
  - Gerichtsstätten in Hessen (auf dem Gebiet der Altkreise Eschwege, Hersfeld, Marburg, Rotenburg, Witzenhausen und Ziegenhain)
- Projekte und Bibliografie
  - Parlamentarismus in Hessen
  - Marburger Professorenkatalog
  - Digitales Gebäudebuch Bad Homburg
  - Homburger Kur- und Badelisten
  - Orte der Kur (Gebäude, Institutionen und Stätten zur Kur- und Badekultur in Bad Homburg)
  - Grün in Fulda (Orte historischen Grüns in der Stadt Fulda)
  - Hessische Bibliographie (Literaturdokumentation für Hessen)
- Quellen
  - Regesten der Landgrafen von Hessen
  - Regesten der Grafen von Ziegenhain
  - Hessische Truppen in Amerika
  - Hessische Auswanderer
  - Hessische Quellen zum Ersten Weltkrieg
  - Fragebogen Hessen-Nassauisches Wörterbuch (Erfassungsfragebögen)
  - Hessische Geburten-, Ehe-, Sterberegister (Geburten bis 1900, Eheschließungen bis 1930, Sterbefälle bis 1980)
  - Quellen zur jüdischen Geschichte
  - Jüdische Wohlfahrtspflege 1932/33

Zum aktuellen Umfang siehe LAGIS.